# Parlamento de las Islas Baleares
El Parlamento de las Islas Baleares (en catalán y oficialmente, Parlament de les Illes Balears) es, según el Estatuto de Autonomía, la representación del pueblo de las Islas Baleares, al que corresponde el ejercicio del poder legislativo, aprueba los presupuestos, ejerce el control del Gobierno y elige al presidente de las Islas Baleares. Su sede se encuentra en la calle Conquistador de Palma de Mallorca, en el edificio del antiguo Círculo Mallorquín.
El Estatuto de Autonomía menciona fundamentalmente el Parlamento de las Islas Baleares en su primer capítulo, título IV, aunque también hay referencias en otros artículos. El Estatuto simplemente indica la composición del Parlamento, sus funciones y hace un boceto general del Estatuto de los Diputados. De las leyes que desarrollan el Estatuto, el Reglamento del Parlamento de las Islas Baleares regula la organización y el funcionamiento del mismo. El primer Reglamento del Parlamento se aprobó en 1986, y desde ese momento el reglamento se ha modificado en varias ocasiones, siendo el Reglamento actual del 16 de abril de 2019.
Según la Ley Electoral Balear, el Parlamento está integrado por 59 diputados y diputadas, elegidos por sufragio universal, igual, directo y secreto en las cuatro circunscripciones insulares de la siguiente forma: 33 diputados por la circunscripción electoral de Mallorca, 13 diputados por la de Menorca, 12 diputados por la de Ibiza y 1 diputado por la de Formentera. También se establece que para poder obtener un escaño, los candidatos tienen que formar parte de una lista que supere el 5 % de los votos válidos emitidos en la circunscripción electoral. Esto ha dejado fuera del marco parlamentario balear a algunas formaciones que se han quedado rozando este límite. Para las listas que superan el 5 %, el sistema de reparto de escaños que se utiliza es el sistema D'Hondt.

## Historia
El antecedente del actual Parlamento se encuentra en el Gran i General Consell del Reino de Mallorca, aunque este no tenía rango de Cortes con los mismos poderes.
El Parlamento Balear se constituyó con la aprobación del Estatuto de Autonomía en 1983.

### Composición histórica

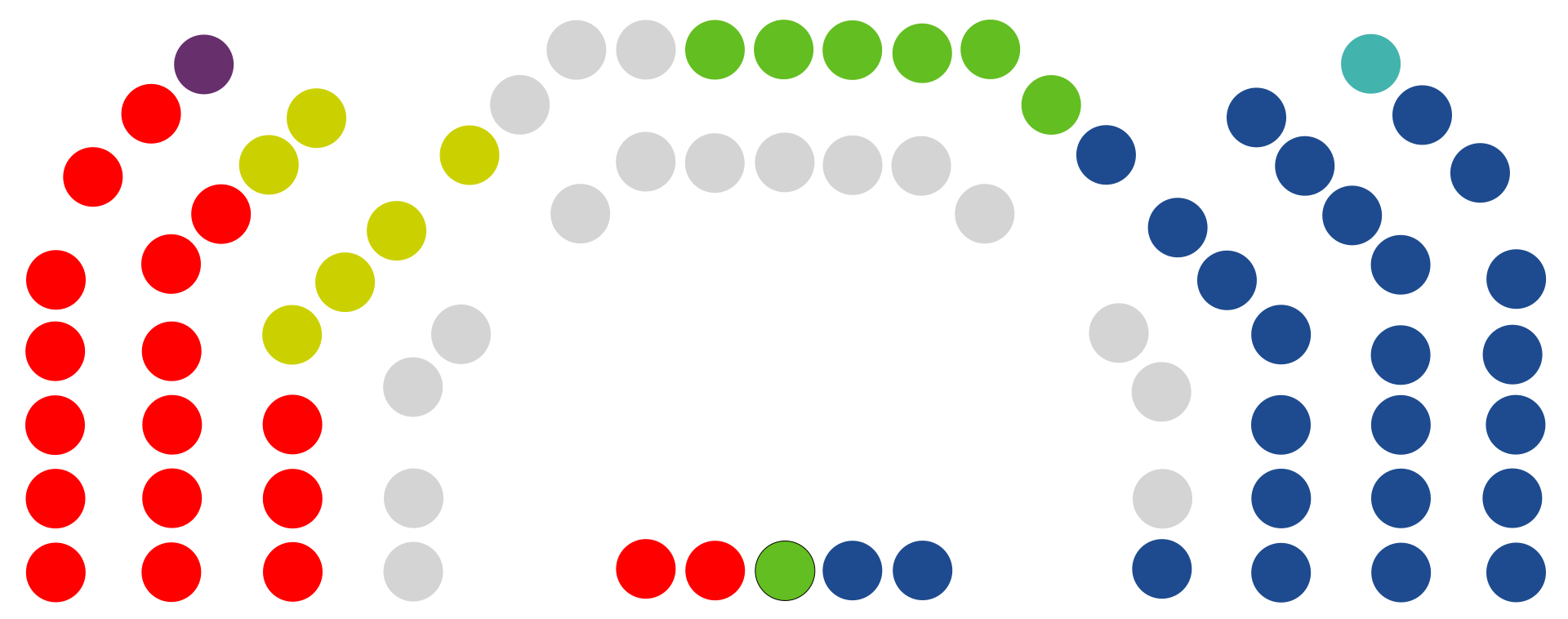
2023-2024
2024[2]
2024-act.[3]

## Posición estatutaria

### Asignación de escaños
De acuerdo con el artículo 12 del Título IV de la Ley 8/1986, de 26 de noviembre, Electoral de la Comunidad Autónoma de las Islas Baleares,  el Parlamento de las Islas Baleares está compuesto por 59 diputados, elegidos en las cuatro circunscripciones insulares. Las atribuciones de escaños en las distintas circunscripciones insulares es la siguiente:
- Isla de Formentera: 1 diputado.
- Isla de Ibiza: 12 diputados.
- Isla de Mallorca: 33 diputados.
- Isla de Menorca: 13 diputados.

### Funciones de la Cámara
Según los artículos 40, 45, 46, 50 y 51 del Estatuto de Autonomía de las Islas Baleares, las funciones del Parlamento de las Islas Baleares son las siguientes:
1. Aprobar los presupuestos de la comunidad autónoma.
2. Controlar la acción de Gobierno Balear.
3. Establecer su propio Reglamento.
4. Elegir una Diputación Permanente, en la que estén representados todos los Grupos Parlamentarios, en proporción a su respectiva importancia numérica.
5. Crear la institución del Síndico de Agravios de las Islas Baleares para la defensa de las libertades y de los derechos fundamentales de los ciudadanos, así como para supervisar e investigar las actividades de la Administración de la comunidad autónoma de las Islas Baleares. El Síndico será elegido por el Parlamento, por la mayoría favorable de las tres quintas partes de los Diputados de la Cámara.
6. Designar, en aplicación del criterio de representación proporcional, al senador o a los Senadores que han de representar a la comunidad autónoma de las Islas Baleares en el Senado, de acuerdo con lo que establece el artículo 69.5 de la Constitución.
7. Remitir proposiciones de ley a la Mesa del Congreso de los Diputados y nombrar un máximo de tres Diputados encargados de defenderlas, de acuerdo con lo que permite el artículo 87.2 de la Constitución.
8. Solicitar del Gobierno del Estado la adopción de un proyecto de ley.
9. Interponer el recurso de inconstitucionalidad ante el Tribunal Constitucional en los casos previstos en la legislación vigente.
10. Fijar las previsiones de orden político, social y económico que, de acuerdo con lo que dispone el apartado 2 del artículo 131 de la Constitución, deban adoptarse para la elaboración de proyectos de planificación.
11. Aprobar y decidir transferencias o delegaciones de competencias a favor de los Consejos Insulares y demás entes locales de la comunidad autónoma.
12. Examinar y aprobar las cuentas de la comunidad autónoma, sin perjuicio del control que pueda corresponder a otros organismos del Estado o de la comunidad autónoma.
13. Ejercer cualesquiera otras competencias que le atribuyan este Estatuto, las leyes del Estado y las del mismo Parlamento.

## Presidencia del Parlamento de las Islas Baleares
La Presidencia ostenta la representación unipersonal de la Cámara, asegura la buena marcha de sus tareas, dirige y coordina la acción de la Mesa y asume la dirección de los debates. También le corresponde cumplir y hacer cumplir el Reglamento, interpretarlo en casos de duda y suplirlo en los de omisión. En el caso de que para ello deba dictarse una resolución de carácter general, será necesario contar con el parecer favorable de la Mesa y la Junta de Portavoces.
| Legislatura      | Presidente/a                    | Presidente/a                     | Partido      | Inicio de mandato    | Fin de mandato          |
| ---------------- | ------------------------------- | -------------------------------- | ------------ | -------------------- | ----------------------- |
| I legislatura    |                                 | Antoni Cirerol Thomàs            | AP           | 31 de mayo de 1983   | 3 de julio de 1987      |
| II legislatura   |                                 | Jeroni Albertí i Picornell       | UM           | 3 de julio de 1987   | 19 de junio de 1991     |
| III legislatura  |                                 | Cristòfol Soler Cladera          | PPIB         | 19 de junio de 1991  | 21 de junio de 1995     |
| IV legislatura   | 21 de junio de 1995             | Cristòfol Soler Cladera          | PPIB         | 21 de julio de 1995  |                         |
| IV legislatura   | Joan Huguet i Rotger            | 27 de julio de 1995              | PPIB         | 12 de julio de 1999  |                         |
| V legislatura    |                                 | Antoni Josep Diéguez Seguí       | PSIB-PSOE    | 12 de julio de 1999  | 19 de junio de 2003     |
| VI legislatura   |                                 | Pere Rotger i Llabrés            | PPIB         | 19 de junio de 2003  | 26 de junio de 2007     |
| VII legislatura  |                                 | Maria Antònia Munar Riutort      | UM           | 26 de junio de 2007  | 26 de febrero de 2010   |
| VII legislatura  |                                 | Aina Sebastiana Rado Ferrando    | PSIB-PSOE    | 9 de marzo de 2010   | 7 de junio de 2011      |
| VIII legislatura |                                 | Pere Rotger i Llabrés            | PPIB         | 7 de junio de 2011   | 11 de diciembre de 2012 |
| VIII legislatura | Margalida Duran Cladera         | 18 de diciembre de 2012          | PPIB         | 18 de junio de 2015  |                         |
| IX legislatura   |                                 | María Consuelo Huertas Calatayud | Podemos      | 18 de junio de 2015  | 25 de enero de 2017     |
| IX legislatura   | Baltasar Damián Picornell Lladó | 14 de febrero de 2017            | Podemos      | 20 de junio de 2019  |                         |
| X legislatura    |                                 | Vicenç de Paül Thomàs Mulet      | PSIB-PSOE    | 20 de junio de 2019  | 20 de junio de 2023     |
| XI legislatura   |                                 | Gabriel Antonio Le Senne Presedo | Vox          | 20 de junio de 2023  | 29 de enero de 2024     |
| XI legislatura   |                                 | Gabriel Antonio Le Senne Presedo | Mixto-Vox[6] | 29 de enero de 2024  | 9 de febrero de 2024    |
| XI legislatura   |                                 | Gabriel Antonio Le Senne Presedo | Vox          | 9 de febrero de 2024 | En el cargo             |

## Composición del Parlamento en la XI legislatura

### Resultado electoral
En las elecciones al Parlamento de las Islas Baleares de 2023, celebradas el domingo 28 de mayo, el Partido Popular de las Islas Baleares ganó las elecciones, quedando el Partido Socialista de las Islas Baleares en segundo lugar, Vox en tercer lugar, Més per Mallorca en cuarto lugar, Més per Menorca en quinto lugar, Unidas Podemos en sexto lugar y Sa Unió per Formentera en séptimo lugar. El dato más destacable de la jornada electoral fue la irrupción de Sa Unió per Formentera con 1 diputado. De este modo, los resultados en las elecciones fueron los siguientes:
| Elecciones al Parlamento de las Islas Baleares de 2023 |                                          |                   |         |         |           |             |
| Partido político                                       | Partido político                         | Candidato         | Votos   | Votos   | Diputados | Diputados   |
|                                                        | Partido Popular de las Islas Baleares    | Marga Prohens     | 161 267 | 35,79 % | 25        | 9           |
|                                                        | Partido Socialista de las Islas Baleares | Francina Armengol | 119 540 | 26,53 % | 18        | 1           |
|                                                        | Vox                                      | Jorge Campos      | 62 637  | 13,90 % | 8         | 5           |
|                                                        | Més per Mallorca                         | Lluís Apesteguia  | 37 651  | 8,35 %  | 4         | Sin cambios |
|                                                        | Més per Menorca                          | Josep Castells    | 6486    | 1,44 %  | 2         | Sin cambios |
|                                                        | Unidas Podemos                           | Antònia Jover     | 19 980  | 4,43 %  | 1         | 5           |
|                                                        | Sa Unió de Formentera                    | Lorenzo Córdoba   | 1747    | 0,39 %  | 1         | 1           |
| Fuente: Junta Electoral de las Islas Baleares          |                                          |                   |         |         |           |             |

### Órganos del Parlamento

#### La Mesa
La Mesa del Parlamento es el órgano de gobierno y gestión de la cámara, así como su representación colegiada. Está integrada por el presidente del Parlamento, dos vicepresidentes y dos secretarios (primero y segundo, en ambos casos), elegidos por el Pleno en la sesión constitutiva del Parlamento, al inicio de la legislatura, de entre los diputados y las diputadas.
| Cargo                  | Titular                          | Partido   |
| ---------------------- | -------------------------------- | --------- |
| Presidente             | Gabriel Antonio Le Senne Presedo | Vox       |
| Vicepresidente primero | Mauricio Rovira de Alós          | PPIB      |
| Vicepresidenta segunda | Mercedes Garrido Rodríguez       | PSIB-PSOE |
| Secretaria primera     | Misericordia Sugrañes Barenys    | PPIB      |
| Secretaria segunda     | Pilar Costa Serra                | PSIB-PSOE |

#### Grupos parlamentarios
| Grupo parlamentario                      | Grupo parlamentario | Integrantes                                                                          | Portavoz          | Líder                                                      | Escaños |
| ---------------------------------------- | ------------------- | ------------------------------------------------------------------------------------ | ----------------- | ---------------------------------------------------------- | ------- |
|                                          | Popular             | Partido Popular de las Islas Baleares                                                | Sebastià Sagreras | Marga Prohens                                              | 25      |
|                                          | Socialista          | Partido Socialista de las Islas Baleares                                             | Iago Negueruela   | Francina Armengol                                          | 18      |
|                                          | Vox                 | Vox: 5                                                                               | Manuela Cañadas   | Patricia de las Heras                                      | 8       |
|                                          | MÉS per Mallorca    | Més per Mallorca                                                                     | Lluís Apesteguia  | Lluís Apesteguia                                           | 4       |
|                                          | Mixto               | Més per Menorca: 2 Podemos Islas Baleares: 1 Sa Unió de Formentera: 1 No adscrito: 3 | Josep Castells    | Josep Castells Cristina Gómez Lorenzo Córdoba José Cardona | 5       |
| Fuente: Parlamento de las Islas Baleares |                     |                                                                                      |                   |                                                            |         |

#### Junta de Portavoces
La Junta de Portavoces está formada por los portavoces de cada grupo parlamentario, bajo la presidencia del presidente del Parlamento. Las decisiones de la Junta de Portavoces se adoptan siguiendo el criterio del voto ponderado, es decir, el voto de cada portavoz vale tanto como el número de miembros del grupo parlamentario que representa.
| Cargo                                    | Cargo                            | Titular                          | Lista            |
| ---------------------------------------- | -------------------------------- | -------------------------------- | ---------------- |
| Presidente                               | Presidente                       | Gabriel Antonio Le Senne Presedo | Vox              |
| Vicepresidente primero                   | Vicepresidente primero           | Mauricio Rovira de Alós          | PPIB             |
| Vicepresidenta segunda                   | Vicepresidenta segunda           | Mercedes Garrido Rodríguez       | PSIB-PSOE        |
| Secretaria primera                       | Secretaria primera               | Misericordia Sugrañes Barenys    | PPIB             |
| Secretaria segunda                       | Secretaria segunda               | Pilar Costa Serra                | PSIB-PSOE        |
| Representante del Gobierno               | Representante del Gobierno       | Antònia Maria Estarellas Torrens | PPIB             |
| Portavoces titulares                     |                                  |                                  |                  |
|                                          | Portavoz del GP Popular          | Sebastià Sagreras Ballester      | PPIB             |
|                                          | Portavoz del GP Socialista       | Iago Negueruela Vázquez          | PSIB-PSOE        |
|                                          | Portavoz del GP Vox              | Manuela Cañadas                  | Vox              |
|                                          | Portavoz del GP MÉS per Mallorca | Lluís Enric Apesteguia Ripoll    | Més per Mallorca |
|                                          | Portavoz del GP Mixto            | Josep Castells Baró              | Més per Menorca  |
| Fuente: Parlamento de las Islas Baleares |                                  |                                  |                  |

#### Comisiones
Las comisiones están formadas por el número de diputados y diputadas de cada grupo parlamentario que establezca la Mesa —oída la Junta de Portavoces—, en proporción a su importancia numérica, con un mínimo de un representante por grupo. Su composición y organización son análogas a las del Pleno, pero a una escala más reducida.
| Comisiones del Parlamento de las Islas Baleares |                                     |       |           |
| Comisión                                        | Presidencia                         | Grupo | Grupo     |
| Comisiones permanentes legislativas             |                                     |       |           |
| Asuntos Institucionales y Generales             | Margalida Pocoví Sampol             |       | PPIB      |
| Asuntos Sociales, Igualdad y Derechos Humanos   | María Teresa Torrent Pallicer       |       | PPIB      |
| Economía                                        | Sergio Rodríguez Farré              |       | Vox       |
| Hacienda y Presupuestos                         | Patricia Gómez Picard               |       | PSIB-PSOE |
| Cultura, Educación y Deportes                   | Margalida Durán Cladera             |       | PPIB      |
| Medio Ambiente y Ordenación Territorial         | Mauricio Rovira de Alós             |       | PPIB      |
| Salud                                           | María José Verdú Torres             |       | Vox       |
| Turismo                                         | Jordi López Ravanals                |       | PPIB      |
| Comisiones permanentes no legislativas          |                                     |       |           |
| Asuntos Europeos                                | Jordi López Ravanals                |       | PPIB      |
| Control sobre la Radiotelevisión Islas Baleares | Jacobo María Varela De Limia Chordá |       | PPIB      |
| Estatuto de los Diputados y las Diputadas       | Margalida Durán Cladera             |       | PPIB      |
| Participación Ciudadana                         | Gabriel Antonio Le Senne Presedo    |       | Vox       |
| Peticiones                                      | Mauricio Rovira de Alós             |       | PPIB      |
| Reglamento                                      | Gabriel Antonio Le Senne Presedo    |       | Vox       |

## Senadores designados por el Parlamento de las Islas Baleares
Una de las funciones que desempeña el Parlamento de las Islas Baleares es la designación de los senadores y senadoras que deben representar a las Islas Baleares, conforme a lo previsto en la Constitución y en la forma que determine la Ley de Designación de Senadores en representación de las Islas Baleares.
La designación de los senadores baleares se produjo el día 27 de julio de 2023 en el Parlamento de las Islas Baleares. El resultado de la votación de la propuesta de los candidatos fue el siguiente: 43 votos a favor, 4 en contra y 9 abstenciones. Por lo tanto, la lista de senadores designados por el Parlamento de las Islas Baleares quedó de la siguiente forma:
| Partido | Partido   | Senadores                  | Fecha inicio        |
| ------- | --------- | -------------------------- | ------------------- |
|         | PPIB      | Miguel Ángel Jerez Juan    | 28 de julio de 2023 |
|         | PSIB-PSOE | José Francisco Hila Vargas | 28 de julio de 2023 |